# Pío Moa
Luis Pío Moa Rodríguez est un journaliste, écrivain et essayiste espagnol, né en 1948 à Vigo (Galice), principalement connu pour ses ouvrages de vulgarisation sur l'histoire de l'Espagne au XXe siècle. Ses livres abordent des sujets tels que la Seconde République espagnole, la guerre civile, le franquisme et les mouvements politiques de l'époque. Il est considéré comme le principal représentant du révisionnisme historique en Espagne (es) et de l'historiographie néo-franquiste.
Auteur de plusieurs best-sellers, il est connu pour sa défense de la dictature franquiste et de la figure du général Franco, qui aurait selon lui sauvé l'Espagne d'une révolution de type soviétique, et amené le pays à la prospérité. Son œuvre, attirant un large public en Espagne comme à l'étranger, a fait l'objet de vives controverses. Elle a été durement rejetée par la quasi-totalité de la communauté universitaire historienne, qui voit dans ses ouvrages une tentative de réhabilitation du régime franquiste, partiale et ne respectant pas la méthodologie historique, dans une démarche polémique et non de recherche. Ses travaux ont néanmoins reçu le soutien de quelques historiens, en premier lieu l'hispaniste américain Stanley G. Payne.
Son œuvre la plus connue, Los orígenes de la guerra civil (« Les Origines de la guerre civile », 1999), s'est vendue à 150 000 exemplaires et a été numéro un des ventes en Espagne pendant six mois consécutifs.

## Biographie
Il naît à Vigo (Pontevedra) en 1948. Il est le fils de l'espérantiste Pío Moa Banga[réf. à confirmer].
Moa est membre fondateur de l'organisation terroriste marxiste-léniniste et maoïste Groupes de résistance antifasciste du premier octobre (GRAPO), la branche armée du Parti communiste espagnol (reconstitué), PCE(r), opposée au franquisme,. Dans ce cadre, il a participé à des assauts contre les locaux des phalangistes et le siège du magazine Gentleman, qu'ils qualifiaient d'« opposition domestiquée ». De même, il a participé à l'un des assassinats du 1er octobre 1975, commis en représailles des dernières exécutions du régime franquiste, de deux membres de l'ETA et de trois du FRAP le 27 septembre de la même année. Il est expulsé de cette organisation en 1977 et condamné pour assassinat à un an de prison en 1983.
Sa pensée évolue ensuite jusqu'à des positions politiques ultraconservatrices,.

## Thèses défendues et prises de position
L'émergence des thèses de Pío Moa dans les années 1990 prend place dans le contexte de l'arrivée au pouvoir d'une droite espagnoliste et « décomplexée » menée par José María Aznar qui, coïncidant avec le centenaire du « désastre de 1898 », entend défendre à travers divers think tanks et intellectuels un discours autour de la transition démocratique espagnole la présentant comme une période sujette à une manipulation « marxiste » ou « communiste » du passé historique.
Pío Moa est ainsi un défenseur de la figure de Franco et de multiples aspects de la dictature franquiste, et affirme que « Franco doit [...] recevoir la gratitude et la reconnaissance de la majorité des Espagnols ». Selon Moa et d'autres auteurs révisionnistes, c'est la révolte asturienne d'octobre 1934 qui aurait marqué la rupture de la légalité et donc le début véritable de la guerre civile, et non le soulèvement militaire de juillet 1936. Celui-ci serait en réalité une réaction désespérée et non préméditée de la droite, et non pas une conspiration soigneusement ourdie contre la République, comme l’annonçait la gauche populiste depuis des années, instaurant un climat de crainte et de tension. Selon ce point de vue, en 1936 l'Espagne n'était déjà plus une démocratie, en raison du climat d'alarme sociale, des attentats, de la non-publication des résultats des élections de cette année ou de l'assassinat de Calvo Sotelo aux mains de la Garde d'assaut. Sur son blog hébergé par Libertad Digital, il affirme,,, :

« ce n'est pas le franquisme qui a détruit la démocratie, mais la révolution du Front populaire. Il a libéré l'Espagne de la Deuxième Guerre mondiale et d'une nouvelle guerre civile, et a laissé un pays prospère et réconcilié, libre des haines qui avaient mis fin à la IIe République »

Ou encore : 

« [Les réussites de Franco] font de lui le personnage politique de plus grande envergure dans l'histoire de l'Espagne des deux derniers siècles, en rivalité, peut-être avec Cánovas. »

De même, il considère que la démocratie actuelle est l'héritière du régime franquiste, qui selon Moa a connu une « évolution démocratisante », et non de la gauche antifranquiste, selon lui totalitaire et antidémocratique, responsable d'avoir légué la « dévastation intellectuelle, morale et politique, ».
En 2007, il fait des déclarations au journal Público qui en rend compte dans un article intitulé Franco no aniquiló a los rojos, los escarmentó (« Franco n'a pas anihilé les rouges, il les a punis » [ou « corrigés »]). Il y affirme que de nombreuses victimes du régime franquiste, comme Trece Rosas ou Lluís Companys, n'étaient pas du tout innocentes et que « ceux qui défendent aujourd'hui la loi sur la mémoire historique s'identifient aux criminels, ceux des checas. » Dans son blog, il confirme son opinion mais réfute avoir tenu les propos qu'on lui prête dans le titre de l'article. Ces déclarations controversées ont été dénoncées par quatorze personnes ayant recueilli des signatures en soutien d'une plainte pour injures contre Pío Moa. Le 6 mai 2008, un juge rejeta la plainte en argumentant que le délit n'était pas constitué.
Pour Moa, la transition dirigée par Adolfo Suárez revient à avoir « livr[é] la légitimité démocratique à une gauche et à des séparatistes qui n'avaient jamais été démocrates et ne firent aucun apport à l'évolution démocratisante du régime de Franco ». Il soutient que la démocratie actuelle est due à l'œuvre du franquisme et qu'elle serait précisément menacée par les antifranquistes « qui invoquent tant la République sans tenir compte de ses effets historiques, et continuent de saper aujourd'hui encore la cohabitation démocratique : terrorisme ou collaboration avec lui, séparatismes [...], niveaux de corruption très supérieurs à ceux du franquisme, corrosion de la souveraineté et de l'unité nationale ». Il affirme que également que José Luis Rodríguez Zapatero — alors premier ministre — est à la tête d'un « gouvernement mafieux, ennemi de l'Espagne et de la liberté »,,.
L'historien espagnol Xosé Manoel Núñez Seixas, spécialiste du nationalisme, affirme que Moa est un parfait exemple de la conception « historiciste » ou « primordialiste » du nationalisme espagnol, qui fait remonter les racines de la nation espagnole à des époques exagérément lointaines — le royaume wisigoth — et prétend que la nation préexisterait au nationalisme,,.
Dans un article publié en 2002 sur Libertad Digital, Pío Moa affirme qu'« il semble assez clair que l'homosexualité est une tare, c'est-à-dire, une déviation de la sexualité normale, trop évidente pour requérir beaucoup d'explications ». Dans un autre publié en 2009, il estime que la société laïque, et en particulier la gauche, est « responsable du fait que la pédérastie est devenue une plaie » et de nombreux autres maux de la société, selon lui « la crise de la famille, les familles monoparentales, les « mariages » homosexuels, la prostitution à de nombreux niveaux, l'avortement massif, la [...] consommation de drogues, etc., »

## Réception

### Critiques
Pío Moa est considéré comme le plus grand représentant du courant dit « révisioniste » ou néo-franquiste de l'historiographie espagnole,,,,,,,,,,,.
De nombreux historiens du milieu académique ont vigoureusement rejeté les thèses et travaux de Pío Moa, parmi lesquels on peut citer Javier Tusell, Paul Preston, Pedro Carlos González Cuevas,,, Alberto Reig Tapia, Enrique Moradiellos, Francisco Espinosa Maestre (es),, Justo Serna,,, Mercedes Yusta, Carlos Rilova Jericó, Helen Graham (en), Santos Juliá, Gabriel Cardona, Edward Malefakis (en) Sebastian Balfour, Ángel Viñas ou  Eduardo González Calleja.
Selon ces critiques, les arguments et les conclusions de Moa n'ont aucune crédibilité et contredisent les recherches historiographiques universitaires menées depuis la mort de Franco. Plusieurs aspects formels et méthodologiques de son œuvre, notamment l'absence de notes, le recours à des accusations génériques et l'utilisation douteuse des sources et de témoignages, empêchent le débat scientifique que l'auteur lui-même prétend sans cesse exiger. Il est aussi accusé d'atténuer l'ampleur de la répression franquiste et de diffuser une théorie du complot communiste,.
Les historiens critiques dénoncent sa perpétuation de l'argumentation et des mythes traditionnellement utilisés par les historiens officiels du franquisme tels que Ricardo de la Cierva et Joaquín Arrarás (es). L’historien britannique Sebastian Balfour affirme à propos de Pío Moa qu’« il n’est pas historien », que « « décrire Moa comme un révisionniste, c'est lui donner un statut ou une légitimité qu'il ne mérite pas parce qu'il n'est pas historien et n'est pas ancré dans la recherche archivistique, entre autres raisons. Il n’apporte rien non plus de nouveau à son récit, qui est en réalité une réédition des approches franquistes des années soixante ». En raison des carences attribuées aux travaux de Pío Moa, de multiples auteurs coïncident avec Balfour sur le premier point. Plusieurs auteurs lui refusent de même la qualité de « révisionniste » et parlent de « pseudo-révisionnisme » pour qualifier sa démarche,.
En particulier, Alberto Reig Tapia, de l'université Rovira i Virgili, a longuement traité de l'œuvre de Moa, au point de lui consacrer en 2006 un livre de 500 pages intitulé Anti-Moa. La thèse du livre est que Moa — un simple « phénomène médiatique » — n’est pas un historien et que ce qu’il écrit n’est pas de l’historiographie, mais une « historiettographie » (en italique dans le texte). « Moa est un publiciste sur des sujets plus ou moins historiques, ce qui est tout autre chose ». Son œuvre « a suscité le rejet ferme et unanime de la communauté historiographique nationale et internationale » car elle « ignore » même « les plus élémentaires rudiments » de la « méthode scientifique propres de toutes les sciences (y compris naturellement les sciences sociales) », « son évident orphelinisme théorique et méthodologique est trop visible » et « il ignore toute la bibliographie académique de ces dernières années, parmi laquelle se trouvent des noms notables de l'historiographie espagnole contemporaine et de l'hispanisme le plus accrédité ». Reig Tapia considère Moa comme un continuateur de l'historiographie franquiste, comme le prouverait son livre Les Mythes de la guerre civile, selon Reig Tapia, « un parfait précis des thèmes essentiels de l'historiographie franquiste dûment adaptés, du point de vue formel, aux temps nouveaux. » « Telle est la grande contribution de Pío Moa ». Moa « est la version espagnole, naturellement à la baisse, du « révisionnisme » qui s'était déjà manifesté il y a quelques années en France, en Allemagne ou en Italie à propos de leur propre histoire. Cela suppose, par-delà des distances, une sorte de « négationisme » ». Reig Tapia déclare que « c'est une véritable perte de temps que d'aborder scientifiquement ce qui par soi-même se situe en marge de l'histoire ».
L'historien et hispaniste britannique Paul Preston critiquant le révisionnisme historique et ses auteurs, affirme d'eux qu'« ils répètent les lieux communs de la littérature franquiste qui ont surgi pour disqualifier la République » et qu'« ils nourrissent des gens qui se sentent mal à l'aise à cause des efforts de récupération de la mémoire historique », et remarque à propos de Pío Moa : « [Il n'est pas] un grand historien basé sur de nouvelles recherches » et « pendant de nombreuses années, il lutta contre la démocratie avec un pistolet et à présent il fait la même chose mais avec la plume ». L'historien et hispaniste britannique Chris Ealham est d'avis que « la plupart (bien que pas tous) les historiens ont une aversion à l'idée d'être identifiés aux conclusions mal documentées et explicitement propagandistes de Moa ». Selon les mots de l'Américain Michael Seidman (es), dans une recension de son ouvrage Los mitos del franquismo (« Les mythes du franquisme »), « ses archétypes de victime (l'Espagne) et son rédempteur (Franco) le placent en compagnie de romanciers historiques mélodramatiques et non des historiens innovateurs ».
Un point de vue qui est en substance celui de l'hispaniste française Florence Belmonte, professeur des universités à Paul-Valéry-Montpellier-III, pour qui les travaux de Moa sont une  « provocation politique et intellectuelle » :

« les marques caractéristiques des discours réactionnaires sont instantanément perceptibles chez Pio Moa dont l’objectif annoncé de démythification politique dénuée de tout esprit partisan aboutit à un échec immédiat. Démarche simplificatrice, ton agressif, choix lexicaux ambigus, traitement implicite de l’information, affirmation péremptoire, références historiques allusives, tout chez cet auteur dément la justesse de ton et la neutralité annoncées. Tout est propice aussi à des manœuvres de manipulation politique qui ont fait leurs preuves. »

Justo Serna, de l'université de Valence, fait référence aux « mauvais usages » de Moa qui « peuvent se résumer à plusieurs incorrections très graves : la présentation du temps historique sous l'hypothèse implicite de la fatalité, du déterminisme rétrospectif ; l'anachronisme, c'est-à-dire le mélange de faits issus de contextes différents afin de faire des analogies avec l'époque actuelle ; l'exposition pamphlétaire, expéditive, des données et des arguments ; le manque ou la rareté de sources historiques pour documenter les prémisses [...]  Telle est le mode d'opération de Pío Moa [...]. Il utilise la réalité à sa guise pour que ses sources, ses vestiges, ses documents [...] disent ce que lui veut qu'ils disent ».
Enrique Moradiellos (es) énumère « les limites et carences » du travail de Moa : « reproduction acritique des lignes argumentaires de la propagande franquiste originale et de l'historiographie la plus proche du régime ; radicalisation manichéenne des thèses signalées et formulées par des auteurs ouvertement franquistes ou génériquement conservateurs ; absence de preuves documentaires ou de supports d'archives qui étayent ou corroborent les jugements et raisonnements exposés ; partialité dans l'utilisation et la citation de la production historiographique spécialisée et disponible ; ignorance manifeste ou simple répudiation et omission d'œuvres et de recherches écartées a priori pour des raisons inexpliquées ou liées à des préférences et des antipathies politico-idéologiques. » Moradiellos conclut : « M. Moa ne fait que réactualiser, sans trop de nouveautés d'interprétation ou de documentation, les termes et paramètres interprétatifs d'une école historiographique très bien connue (ce fut la doctrine officielle pendant près de quarante ans) et très bien débattue au cours des vingt-cinq dernières années ».
En 2017, Eduardo González Calleja qualifie les travaux de Moa d'« infralittérature » et les décrit comme représentants d'un courant de condamnation globale de la Seconde République surgi à la suite du retour de la droite au pouvoir en Espagne, « que l'historiographie professionnelle a rejeté en raison de son caractère pseudo-scientifique, en dénonçant son utilisation frauduleuse des procédés critiques avec lesquels est construit le discours historique ».
Les critiques négatives émanent également d'historiens partageant certaines de ses positions politiques. Ainsi, Jorge Vilches (es), professeur de l'Histoire de la pensée à l'université Complutense de Madrid et chroniqueur régulier de Libertad Digital, en allusion à un article dans lequel il défendait lui-même le franquisme, parle en ces termes de Moa :

« La réplique de M Moa à mon article est un exemple de pourquoi ses interprétations historiques sont marginales. La raison en est simple : ce n'est pas qu'il aille contre le « mensonge académique », c'est qu'après de nombreuses tentatives, il devient bien fatigant de débattre avec quelqu'un qui utilise l'insulte et la ridiculisation, voire la tergiversation, comme argument et subterfuge pour couvrir des carences. Le sérieux et le soin des formes — aussi bien dans les [bonnes] manières que professionnellement — auraient fait beaucoup pour la considération de ses œuvres. Un débat politique avec un fond historiographique, spécialement celui qui se prétend d'un certain niveau, requiert à la fois une correction conceptuelle et formelle. Ce n'est pas de la pédanterie, c'est de la rigueur scientifique et un prérequis professionnel. Ce n'est pas mon problème si M Moa les ignore, ou s'il les utilise joyeusement pour qu'ils cadrent à son récit. [...] Il est temps que M Moa comprenne que la manipulation des concepts de la science politique et de la sociologie dans l'analyse du passé est indispensable pour une interprétation correcte. Il n'y a pas d'historien sérieux, espagnol ou étranger, qui ne le fasse pas aujourd'hui. Les lacunes de M Moa dans ces domaines sont criantes, et transforment son récit historique en une simple succession de faits et de documents que l'on connaissait de trop bien avant qu'il ne publie quelque livre. »

À l'occasion de l'édition française Los mitos de la guerra civil (« Les mythes de la guerre civile »), l'hispaniste et historien français Benoît Pellistrandi décrit Moa, dans un article paru dans L'Histoire (numéro 500 d'octobre 2022) intitulé « Pío Moa, faussaire de la guerre d' Espagne », comme un « ancien communiste passé à l' extrême droite » qui fait « une lecture révisionniste, dans le sens le plus négatif du terme, de la guerre civile espagnole », « reflet de la propagande officielle de la dictature franquiste ».
Durant l'été 2022, la publication par le journal Le Figaro d'une interview de Pío Moa est à l'origine d'une polémique en France, le journal étant accusé de reprendre la propagande franquiste. Les historiens contactés par le journal Libération remettent en cause les travaux, les thèses et les méthodes de Pío Moa. Ils le qualifient de « falsificateur ». L'historien Pierre Salmon, qualifie Pío Moa de « polémiste d'extrême droite » ou « polémiste obscène », qui « a repris la propagande franquiste ». L'historienne Mercedes Yusta Rodrigo critique les « idées révisionnistes voire négationnistes » de Pío Moa, ajoutant qu'il est « totalement discrédité en Espagne ».
En janvier 2023, et en écho à cette polémique, l'historienne Sophie Baby, professeure à l'Institut universitaire de France, affirme que « Pío Moa n'est pas un historien, tous les historiens s'accordent là-dessus » et qu'il « n'a plus aucune audience en Espagne aujourd'hui. »

### Soutiens
Moa a quelques défenseurs dans le milieu universitaire, dont le plus notable est l'historien américain Stanley Payne, spécialiste de la Phalange espagnole.
L'historien espagnol Carlos Seco Serrano (es) a salué le travail de Moa. Plus précisément, en 2000, dans son ouvrage Historia del conservadurismo español (« Histoire du conservatisme espagnol »), il déclare que le livre de Moa , Les Origines de la guerre civile espagnole, est « vraiment sensationnel  ». José Manuel Cuenca Toribio  et José Luis Orella Martínez l'ont également accueilli positivement, ainsi que Manuel Álvarez Tardío, qui aurait « défendu publiquement le travail de Moa. »
En 2007, l'historien britannique Henry Kamen déplore que, selon lui, la répression exercée par la République n'ait pas été étudiée, à la seule exception de Pío Moa, qui aurait été marginalisé par les historiens de l'establishment.
En 2005, l'hispaniste texan Stanley G. Payne considère que Moa a présenté depuis  Les Origines de la guerre civile espagnole « une série d'interprétations inédites basées sur les dernières recherches et la lecture attentive des principales sources », et admet que ses conclusions sont polémiques. Il rejette les trois principales critiques que, selon lui, Moa a reçues. Premièrement, il nie qu'il se limite à reprendre les préjugés du régime franquiste, car il estime que l'écrivain galicien ne croit ni que la démocratie était aussi indésirable qu'impossible pour l'Espagne, ni que la guerre civile était due à une conspiration communiste, ni que l’Allemagne nazie et l’Italie fasciste aient représenté l’avenir, ce qui est considéré comme l’opinion défendue par le régime franquiste. Il déclare que Moa estime que la République n'aurait pu survivre que sur la base d'une véritable démocratie, ce qui contredit « le mythe établi du politiquement correct. » Il rejette également l'accusation selon laquelle les œuvres de Moa ne sont pas basées sur des recherches originales dans les archives. Payne pense que Moa a utilisé tous les ouvrages de référence et consulté de nombreuses archives ; mais il estime que l'importance de son travail réside « dans son analyse méticuleuse et originale, plutôt que dans une nouvelle enquête sur les archives », un type de travail que Payne considère comme historiographique et stimulant. Enfin, Payne qualifie d'absurde le reproche selon lequel Moa n'est pas professeur et estime qu'il reflète le corporatisme et l'endogamie qui prévalent dans l'université espagnole, puisque bon nombre des ouvrages historiques les plus intéressants du marché anglo-saxon n'ont pas été écrits. par des universitaires.
En 2007, l'historien écossais Rob Stradling défend le bien-fondé des arguments de Moa et affirme qu'il écrit mieux que nombre de ses critiques.
En 2011, l'écrivain et journaliste César Vidal, lui aussi controversé pour des ouvrages à prétention historique ayant fait l'objet de dures critiques et appartenant au même courant que Moa, a défendu les travaux de Moa sur la guerre civile, bien qu'il ait par ailleurs déclaré que la qualité de ses travaux ultérieurs avaient dramatiquement chuté.

### Réponses de Moa aux critiques
Pío Moa estime que le « bas niveau intellectuel » des critiques de Juliá, Tusell, Preston, Graham (en) et Reig Tapia « saute aux yeux. ».
Moa accuse ses détracteurs d'avoir à peine feuilleté ses livres et de les avoir mal interprétés ; il affirme que ses ouvrages Les mythes de la guerre civile et de Franco constituent des « essais de synthèse » basés sur des travaux de recherche originaux qu'il aurait réalisés. Il les accuse encore d'ignorer délibérément, pour des raisons idéologiques, les sources qu'il a utilisées, les accusant de se limiter à défendre dogmatiquement la version de gauche diffusée il y a des décennies par Manuel Tuñón de Lara. Ses travaux sur la guerre civile s'appuieraient notamment sur des archives inédites du socialiste Largo Caballero hébergées par la Fondation Pablo Iglesias. Selon lui, plutôt que de chercher à réfuter ses thèses, ils ont concentré leurs efforts sur la tentative de le censurer et leur ôter tout prestige avec de la « magie noire » (malas artes).
En réponse au livre de Reig Tapia, Moa accuse la communauté des historiens d'être sous l'influence du marxisme, revendique sa légitimité à être considéré comme un historien lui-même malgré son absence de formation académique, et dénie la qualité de bons historiens à ses détracteurs.

## Polémiques publiques
Une plainte en diffamation avait été déposée contre lui en novembre 2007 à l'initiative d'un militant d'Izquierda Unida (coalition politique de gauche radicale qui comprend le Parti communiste) soutenu par une pétition ayant recueilli plus de 2 000 signatures sur le site « TerceraInformación ». L'affaire s'est soldée par un non-lieu.
En 2010, des étudiants protestent contre la tenue d'une conférence par Pío Moa à l'université Charles-III de Madrid, qui l'accusent de faire « l'apologie du fascisme. »

## Ouvrages
Outre ses contributions à diverses publications (principalement Libertad Digital), il a publié les ouvrages suivants :
- Reflexiones sobre el terrorismo. Autor, Madrid, 1985.  (ISBN 84-398-4781-5)
- El erótico crimen del Ateneo de Madrid. Mosand, Madrid, 1995.  (ISBN 84-89616-00-0)
- Los orígenes de la Guerra Civil española. Encuentro, Madrid, 1999.  (ISBN 84-7490-526-5)
- Los personajes de la República vistos por ellos mismos. Encuentro, Madrid, 2000.  (ISBN 84-7490-579-6)
- El derrumbe de la II República y la guerra civil. Encuentro, Madrid, 2001.  (ISBN 84-7490-625-3)
- De un tiempo y de un país. Encuentro, Madrid, 2002.  (ISBN 84-7490-657-1)
- La sociedad homosexual y otros ensayos, Editorial Criterio Libros, Madrid, 2001.  (ISBN 84-95437-08-2)
- Contra la mentira: guerra civil, izquierda nacionalista y jacobinismo. Libroslibres, Madrid, 2003.  (ISBN 84-96088-06-5)
- Los mitos de la Guerra Civil. La Esfera de los Libros, Madrid, 2003.  (ISBN 84-9734-093-0), trad. fr : Les mythes de la guerre d'Espagne 1936-1939, L'Artilleur, 2022, 679 p.,  (ISBN 978-2-8100-1095-0).
- De un tiempo y un país: la izquierda violenta (1968-1978). Encuentro, Madrid, 2003.  (ISBN 84-7490-657-1)
- Los libros fundamentales sobre la guerra civil. Encuentro, Madrid, 2004.  (ISBN 84-7490-724-1)
- Una historia chocante: los nacionalismos catalán y vasco en la historia contemporánea de España. Encuentro, Madrid, 2004.  (ISBN 84-7490-747-0)
- Los crímenes de la Guerra Civil y otras polémicas. La Esfera de los Libros, Madrid, 2004.  (ISBN 84-9734-156-2)
- 1934, comienza la guerra civil: el PSOE y la Esquerra emprenden la contienda (en collaboration avec Javier Ruiz Portella). Áltera, Barcelone, 2004.  (ISBN 84-89779-59-7)
- Federica Montseny o las dificultades del anarquismo, (en collaboration avec Antonina Rodrigo García). Ediciones B, Barcelone, 2004
- 1936, el asalto final a la República. Áltera, Barcelone, 2005.  (ISBN 84-89779-72-4)
- Franco: un balance histórico. Planeta, Barcelone, 2005.  (ISBN 84-08-06235-2)
- Contra la balcanización de España. La Esfera de los Libros, Madrid, 2005.  (ISBN 84-9734-323-9)
- El iluminado de La Moncloa y otras plagas. Libros Libres, Madrid, 2006.  (ISBN 84-96088-48-0)
- La República que acabó en guerra civil. Áltera, Barcelone, 2006.  (ISBN 84-89779-94-5)
- La quiebra de la historia progresista. Ediciones Encuentro, 2007.  (ISBN 84-7490-853-1)
- Años de hierro. España en la posguerra. 1939-1945. La Esfera de los Libros, Madrid, 2007.  (ISBN 978-84-9734-663-4)
- Falacias de la izquierda, silencios de la derecha. Claves para entender el deterioro de la política española actual. Libroslibres, Madrid, 2008.  (ISBN 978-84-96088-77-1)
- Viaje por Vía de la Plata. Libroslibres, Madrid, 2008.  (ISBN 978-84-96088-82-5)
- Franco para antifranquistas: en 36 preguntas clave. Áltera, Barcelone, 2009.  (ISBN 978-84-96840-42-3)
- Nueva historia de España. La Esfera de los Libros, Madrid, 2010.  (ISBN 978-84-9734-952-9)
- La transición de cristal. Libroslibres, Madrid, 2010.  (ISBN 978-84-92654-45-1)